# Raça de gigantes

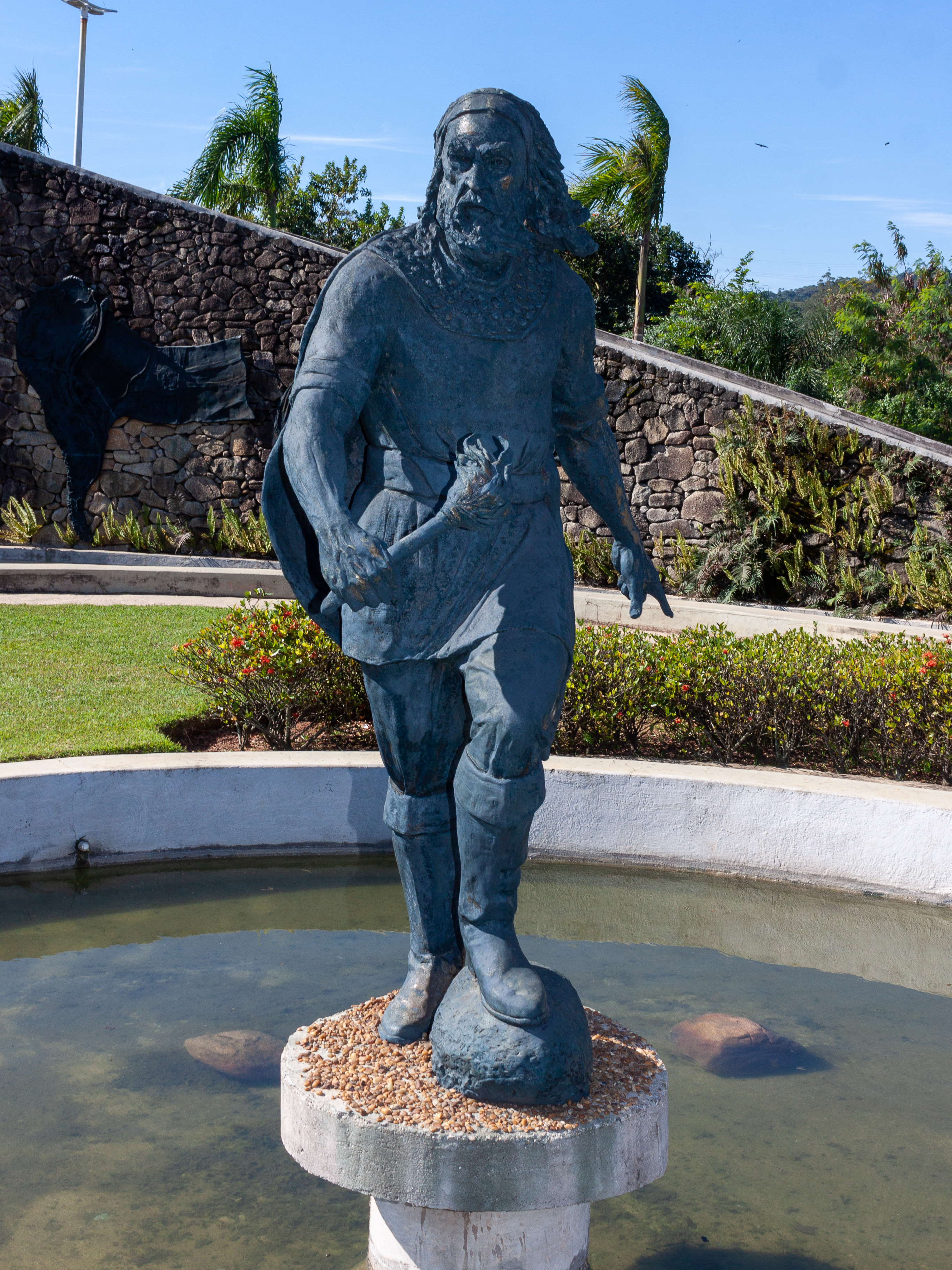
Estátua de Anhanguera no Monumento aos Bandeirantes.

Raça de gigantes (em francês: race de géants), é um epíteto referente aos antigos desbravadores paulistas, utilizado pelo naturalista francês Auguste de Saint-Hilaire ao descrever os desafios suportados por eles durante suas expedições à sertânia.
No século XX, o termo foi invocado em trabalhos de Alfredo Ellis Jr., referentes à uma linhagem historiográfica que argumentava em favor de uma superioridade biológica e política dos paulistas.